# Nonthaburi Challenger III 2022
Il Nonthaburi Challenger III 2022 è stato un torneo maschile tennis professionistico. È stata la 3ª edizione del torneo, facente parte della categoria Challenger 50 nell'ambito dell'ATP Challenger Tour 2022, con un montepremi di 37 520 $. Si è svolto dal 5 all'11 settembre 2022 sui campi in cemento del Lawn Tennis Association of Thailand di Nonthaburi, in Thailandia.

## Partecipanti

### Teste di serie
| Nazionalità | Giocatore            | Ranking* | Testa di serie |
| ----------- | -------------------- | -------- | -------------- |
| Giappone    | Yosuke Watanuki      | 242      | 1              |
| Monaco      | Valentin Vacherot    | 271      | 2              |
| Vietnam     | Lý Hoàng Nam         | 290      | 3              |
| Regno Unito | Billy Harris         | 305      | 4              |
| Germania    | Nicola Kuhn          | 317      | 5              |
|             | Alibek Kachmazov     | 319      | 6              |
| Australia   | Dane Sweeny          | 326      | 7              |
| India       | Prajnesh Gunneswaran | 329      | 8              |

* Ranking al 29 agosto 2022.

### Altri partecipanti
I seguenti giocatori hanno ricevuto una wild card per il tabellone principale:
- Yuttana Charoenphon
- Pruchya Isaro
- Pol Wattanakul

Il seguente giocatore è entrato in tabellone come alternate:
- James McCabe

I seguenti giocatori sono passati dalle qualificazioni:
- Ajeet Rai
- Yuta Shimizu
- Kasidit Samrej
- Makoto Ochi
- Stuart Parker
- Gage Brymer

## Campioni

### Singolare
Stuart Parker ha sconfitto in finale  Arthur Cazaux con il punteggio di 6–4, 4–1 rit.

### Doppio
Chung Yun-seong  /  Ajeet Rai hanno sconfitto in finale  Francis Casey Alcantara /  Christopher Rungkat con il punteggio di 6–1, 7–6(6).